# Fósforo blanco

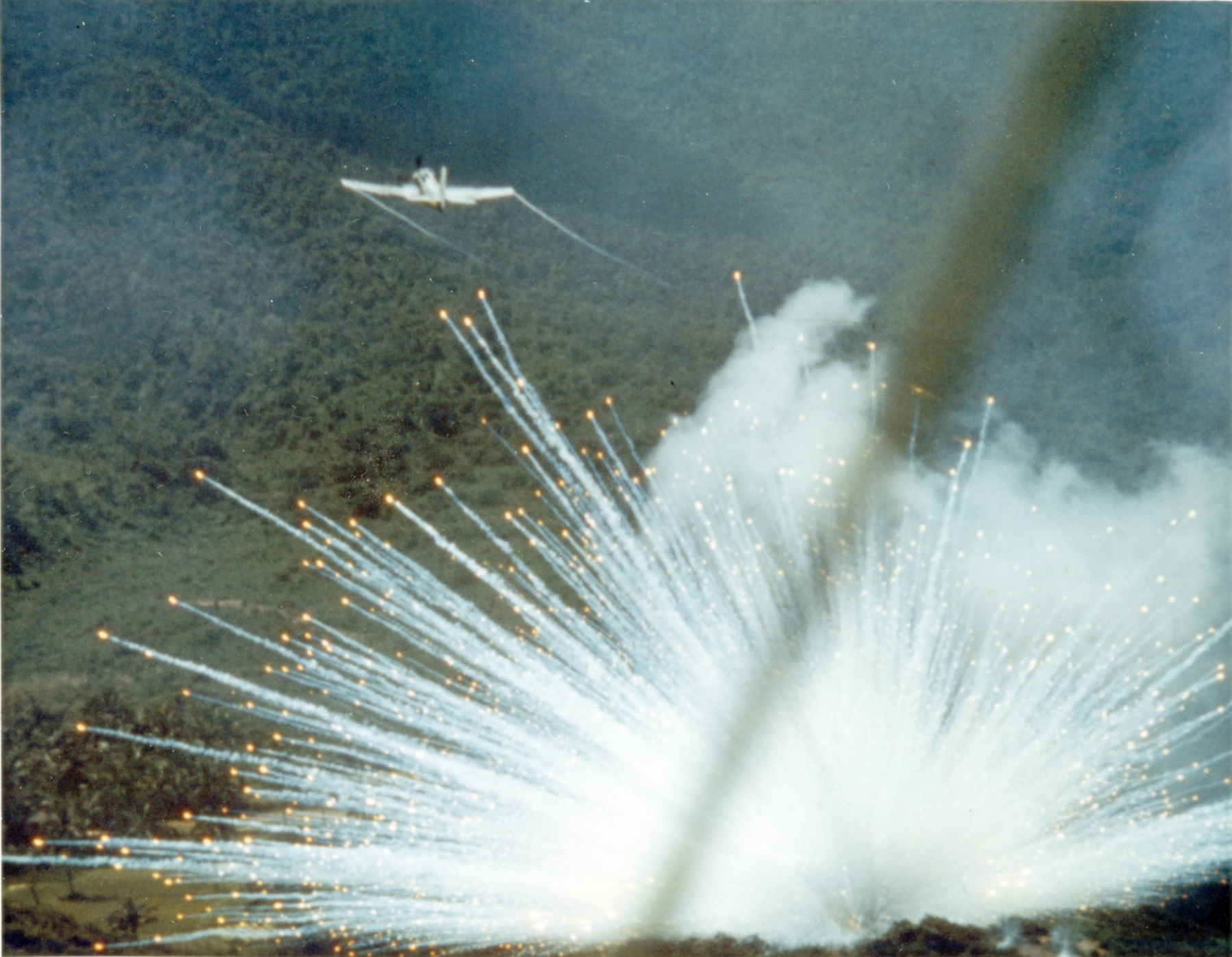
Fotografía de un avión Douglas A-1 Skyraider de la Fuerza Aérea de Estados Unidos (USAF) bombardeando posiciones del Viet Cong con fósforo blanco en Vietnam del Sur en 1966.

El fósforo blanco es un alótropo común del elemento químico fósforo que ha tenido un uso militar extenso como agente incendiario, agente para crear pantallas de humo y como componente incendiario antipersona capaz de causar quemaduras graves. Su fórmula molecular es P4. Está considerado como un arma química por muchas personas y organizaciones. En jerga militar se designa como "WP" (acrónimo en inglés de White phosphorus). Durante la Guerra de Vietnam tenía como alias "Willy Pete" o "Willy Peter".
Además de sus capacidades ofensivas, el fósforo blanco es también un agente fumígeno altamente eficiente, capaz de quemar rápidamente y producir pantallas de humo instantáneas. Por esta razón, las municiones de fósforo blanco son comunes en granadas fumígenas de la infantería y lanzagranadas, así como en las municiones de tanques, vehículos blindados, cañones y morteros.

## Aplicaciones

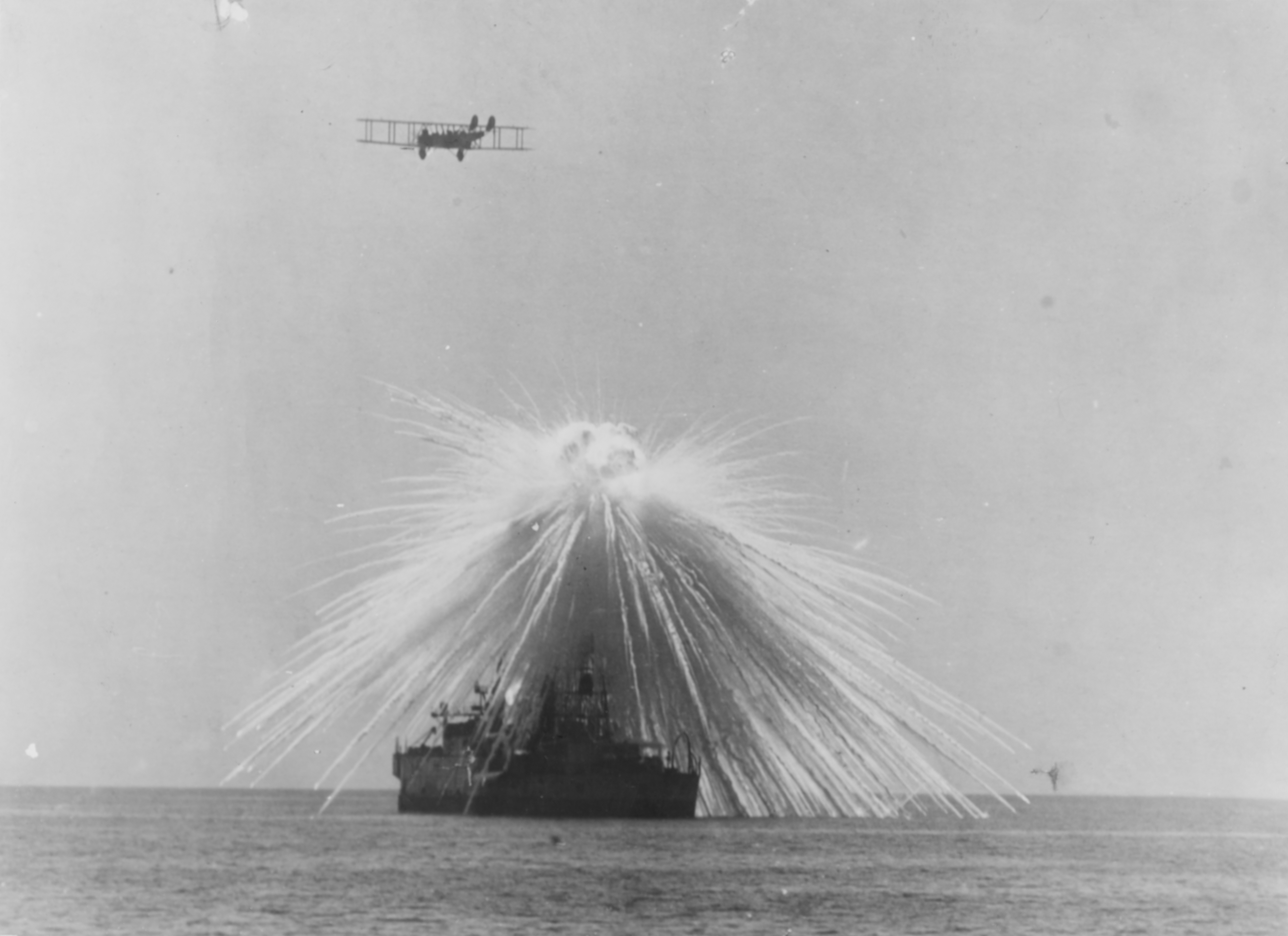
El USS Alabama recibiendo un impacto de una bomba de fósforo durante un ejercicio de prueba liderado por el general Billy Mitchell, en septiembre de 1921.

### Agente para pantallas de humo
A relación de su peso, el fósforo blanco es el agente más efectivo para crear pantallas de humo por dos razones: 
1. Absorbe la mayoría del área de apantallamiento de la atmósfera circundante.
2. Las partículas de humo son como un aerosol, una niebla de gotas que son líquidas y que están cerca del tamaño ideal para la difusión de Mie de la luz visible. Este efecto ha sido comparado con el de un vidrio translúcido: la nube de humo no oculta la imagen sino que la distorsiona. También absorbe la radiación infrarroja.

Cuando el fósforo arde en el aire, al principio forma óxido de fósforo (V):
P4 + 5 O2 → 2 P2O5
Sin embargo, el óxido de fósforo (V) es extremadamente higroscópico y con rapidez absorbe incluso las menores trazas de humedad para formar gotas líquidas de ácido fosfórico:
P2O5 + 3 H2O → 2 H3PO4 (también forma polifosfatos como el ácido pirofosfórico, H4P2O7)
Mientras que el átomo de fósforo tiene una masa atómica de 31 u, una molécula de ácido fosfórico tiene una masa molecular de 98 u, la nube tiene un 68% de la masa gracias a la atmósfera. En otras palabras, se obtiene 3,2 kg de humo por cada kilogramo de fósforo blanco utilizado. Sin embargo puede continuar absorbiendo más agua; tanto el ácido fosfórico como varios ácidos polifosfóricos son higroscópicos. Pasando el tiempo, las diminutas gotas continuarán absorbiendo más agua, aumentando su tamaño y más diluidas, hasta alcanzar el equilibrio con la presión del vapor de agua local. En la práctica las gotitas consiguen un rango de tamaños muy conveniente para dispersar la luz visible, que luego empezará a dispersarse debido al viento u otros factores.
Debido a la gran eficacia del humo de fósforo blanco, satisface particularmente para usos donde el peso es una gran restricción, como granadas de mano y bombas de mortero. Una ventaja adicional para las granadas de humo -que probablemente son utilizadas para emergencias- es que las nubes de humo se forman en una fracción de segundo.
Como el fósforo blanco es también pirofórico (una sustancia que arde espontáneamente), la mayoría de las municiones de este tipo tiene un mecanismo simple para abrir la cápsula y esparcir el fósforo al aire, donde arden dejando un rastro de humo espeso. El aspecto de esta formación nebulosa es fácil de reconocer: se ve una lluvia de partículas ardiendo esparciéndose, seguidas muy de cerca por las trazas de humo blanco, que rápidamente se unen en una nube de blanco puro.
Ya que el humo del fósforo blanco se forma de una combustión a altas temperaturas, los gases de la nube son calientes y tienden a elevarse. En consecuencia, la pantalla de humo se levanta del terreno y forma "pilares" aéreos de humo que tiene poco uso de apantallamiento. Algunos países han comenzado a utilizar fósforo rojo como sustituto. El fósforo rojo, "RP", arde a una temperatura menor que el fósforo blanco y elimina algunas desventajas, pero ofrece la misma eficacia por peso.

## Efectos en los seres humanos

### Efectos a la exposición de armas de fósforo blanco
Las partículas incandescentes del fósforo blanco que se producen en la explosión inicial pueden producir profundas, extensas y dolorosas quemaduras de segundo y tercer grado. Las quemaduras de fósforo conllevan una mortalidad mayor que otros tipos de quemaduras debido a la absorción del fósforo en el cuerpo a través de las áreas alcanzadas, resultando dañados órganos internos como el corazón, el hígado o el riñón.
Estas armas son particularmente peligrosas al personal debido a que el fósforo blanco arde a menos que esté privado de oxígeno o hasta que este se consume totalmente, en algunos casos llegando la quemadura hasta el hueso. En otros casos, las quemaduras pueden ser limitadas a las áreas donde la piel está expuesta porque las partículas del fósforo no arden completamente a través de la ropa. De acuerdo con GlobalSecurity.org, citado por The Guardian, "El fósforo blanco provoca daños por quemadura química dolorosas".

### Exposición e inhalación del humo
La combustión del fósforo blanco crea una nube blanca densa y caliente. La mayoría de las formas de humo no son peligrosas en las concentraciones producidas por algún tipo de estas armas. Sin embargo, la exposición a concentraciones altas de cualquier tipo durante un período largo (especialmente si es cerca de la fuente de emisión) tiene el potencial de causar daño e incluso la muerte.
El humo del fósforo blanco irrita los ojos y nariz en concentraciones moderadas. Las exposiciones largas pueden provocar tos crónica. Sin embargo, no hay muertes registradas por los efectos del humo únicamente durante operaciones de combate y hasta la fecha no hay muertes confirmadas por el resultado de la exposición al humo del fósforo blanco.
La Agencia para sustancias tóxicas y registro de enfermedades ha fijado el nivel de riesgo mínimo (MRL) para el humo de fósforo blanco en 0,02 mg/m³, la misma que los humos de fuel-oil. Como contraste, el gas mostaza es 30 veces más potente: 0,0007 mg/m³.

### Ingestión oral
La cantidad mínima letal al ser el fósforo blanco ingerido es de 1 mg/kg, aunque la ingestión de 15 mg puede ya ser mortal. También puede dañar el hígado, el corazón o el riñón.

## Estado de control de las armas
El uso del fósforo blanco contra objetivos militares (fuera de áreas de civiles) no está específicamente prohibido por ningún tratado internacional. Sin embargo, hay un debate de si debería ser considerado el fósforo blanco como un arma química y por tanto ser ilegal por la Convención sobre Armas Químicas (CWC, en inglés) que tuvo lugar en abril de 1997. La Convención significaba la prohibición de armas que fueran "dependientes del uso de propiedades tóxicas de sustancias químicas como un método de combate" (Artículo II, Definiciones, 9). La Convención define una "sustancia química tóxica" como aquella que "a través de su acción química en los procesos vitales pueda causar la muerte, la incapacitación temporal o permanente para seres humanos o animales". El fósforo blanco no ha sido incluido en el anexo original de la CWC que listaba las sustancias químicas bajo esta definición para propósitos de verificación.
Sin embargo, en 2005, entrevistado por la RAI (Radio Audizioni Italiane), Peter Kaiser, portavoz de la Organización para la Prohibición de Armas Químicas (OPCW), organización cooperante con la ONU, que supervisa la CWC, cuestionó públicamente si esta arma debía entrar dentro de las estipulaciones de la convención: "No está prohibida por la CWC si es usada dentro de un contexto de una aplicación militar que no requiere o no tiene intención de usar las propiedades tóxicas del fósforo blanco. El fósforo blanco es utilizado generalmente para producir humo, para movimientos de camuflaje. Si este es el propósito por el cual el fósforo blanco ha sido usado, entonces está considerado uso legítimo dentro de la Convención. Si, por otro lado, las propiedades tóxicas del fósforo blanco... se piensan específicamente para ser utilizadas como arma, esto está por supuesto prohibido, porque el modo de que la Convención se estructura o la manera de que sea de hecho aplicada, cualquier sustancia química utilizada contra humanos o animales que cause daño o la muerte a través de sus propiedades tóxicas de la sustancia son consideradas armas químicas."
Algunos opositores han discutido que debido a los efectos incendiarios, el fósforo blanco está potencialmente restringido por la Convención de Armas Convencionales de 1980 (Protocolo III), el cual prohíbe el uso de armas incendiarias liberadas por aire contra poblaciones civiles o ataques incendiarios indiscriminados contra fuerzas militares localizadas junto a civiles. Sin embargo, este protocolo también excluye específicamente las armas cuyos efectos incendiarios sean secundarios, como las granadas de humo. Esto ha sido tomado a menudo como la exclusión del fósforo blanco dentro de este protocolo. En cualquier caso, el tercer protocolo no ha sido firmado por Estados Unidos.

### Regulaciones militares
De acuerdo con el manual de campo del Ejército de los Estados Unidos en el Rule of Land Warfare (Reglas de la guerra terrestre), 
«El uso de armas que empleen fuego, como munición trazadora (consiste en balas normales a las que se ha agregado alguna sustancia, como fósforo o magnesio, que brille en la parte trasera para ver hacia donde se dirige), lanzallamas, napalm (gasolina gelatinosa) y otros agentes incendiarios, contra objetivos que requiera su uso no es una violación de las leyes internacionales».
Sin embargo, hay algún tipo de conflicto con las normas dadas por el US Command and General Staff College de Fort Leavenworth. En el "ST 100-3 Battle Book", un texto para estudiantes, indica que «está contra la ley de la guerra terrestre el uso de fósforo blanco contra objetivos personales». Este parece estar en desacuerdo con otros manuales de campo que discuten el uso del fósforo blanco contra personas. Un blog ha divulgado que el cuerpo de Marine ha publicado recientemente contra el uso de "armas de llamas" (incluyendo el fósforo blanco).

## Historia
Se cree que el primer uso del fósforo blanco fue en el siglo XIX, en una disolución de fósforo con disulfuro de carbono. Cuando el disulfuro se había evaporado, el fósforo blanco ardía, y probablemente también quemaba el disulfuro, altamente inflamable, creando humos. Esta mezcla era conocida como "fuego feniano" y se afirma que fue utilizada en la Primera Guerra Mundial.
El ejército británico introdujo las primeras granadas de fósforo blanco a finales de 1916. En la Segunda Guerra Mundial, bombas, cohetes y granadas de fósforo blanco fueron utilizadas intensivamente por fuerzas estadounidenses, de la Commonwealth, y en menor medida por fuerzas japonesas, tanto para crear pantallas de humo como contra objetivos humanos.
Durante la campaña de Normandía, el 20% de las cargas de los morteros de 81 mm eran de fósforo blanco. Al menos hay cinco citaciones a la Medalla de Honor donde se menciona el uso de granadas de fósforo para limpiar posiciones enemigas. Durante la liberación de Cherburgo en 1944, el batallón de morteros lanzó 11.899 proyectiles de fósforo blanco a la ciudad.
Las municiones de fósforo blanco han sido utilizadas en otros conflictos como la guerra de Corea y la de Vietnam. También ha sido empleado por Marruecos contra el pueblo saharaui. Según GlobalSecurity.org, "en diciembre de 1994, en la batalla de Grozny en Chechenia, entre una cuarta y quinta parte de los proyectiles por la artillería o morteros rusos era de humo o de fósforo blanco."

### Uso en Irak
Hay al menos cuatro casos en los cuales el fósforo blanco se ha utilizado según informes, contra personas en Irak:
- En marzo de 1988. De acuerdo con un antiguo artículo de la ANSA, citado por el documental de la RAI, el fósforo blanco fue usado por Saddam Hussein durante el ataque químico a Halabja: "En la mañana del 16 de marzo de 1988, las fuerzas aéreas iraquíes bombardearon varias veces la ciudad con un cóctel químico de agentes nerviosos: Gas mostaza, tabun, VX, napalm y fósforo blanco." El uso de fósforo blanco no ha sido mencionado anteriormente en otros informes de Halabja.[15]

- En febrero de 1991. Los militares iraquíes se acusaron a sí mismos de usar fósforo blanco contra combatientes como civiles.

- En abril de 2004. En el primer gran asalto a Faluya por el ejército estadounidenses tras la caída del gobierno de Hussein, Darrin Morteson del North County Times de California informó que se usó fósforo blanco como arma.[16] El periódico londinense The Guardian junto con otros informó que los militares estadounidenses rehusaron permitir a muchos civiles dejar la ciudad antes del asalto.[17]

- En noviembre de 2004. Durante la operación Phantom Fury (el segundo asalto importante a Faluya), periodistas del Washington Post unidos a la fuerza 2-2, del equipo 7, escribieron el 9 de noviembre de 2004 que "algunos cañones de artillería realizaron disparos con fósforo blanco que crearon una pantalla de fuego que no podía apagarse con agua".[18]

Esta afirmación fue confirmada por miembros del equipo militar en la edición de marzo-abril de 2005 del Field Artillery, una revista publicada por el Departamento de Defensa de Estados Unidos, en el artículo "TF 2-2 in FSE AAR: Indirect Fires in the Battle for Fallujah".
En Faluya: La Masacre Escondida, un documental de Sigfrido Ranucci, emitido por RaiNews24 de Italia el 8 de noviembre de 2005, afirmaba que los soldados estadounidenses mataban a civiles en Faluya utilizando fósforo blanco y MK-77 (una versión moderna del napalm). El documental incluía numerosas fotografías de cuerpos afirmando que sus heridas mortales estaban causadas por el fósforo blanco. También se citaba a Giuliana Sgrena, que había estado en la ciudad, como un testimonio.
El 14 de noviembre de 2005, The Guardian informó que entre 30.000 y 50.000 civiles continuaban en la ciudad cuando el asalto comenzó. Al día siguiente, el portavoz del Departamento de Defensa, el teniente coronel Barry Venable confirmó a la BBC que el fósforo blanco había sido utilizado como arma antipersonal en Faluya.
El 30 de noviembre de 2005, el general Peter Pace justificó el uso del fósforo blanco, declarando que las municiones de fósforo blanco eran una "herramienta legítima del ejército", utilizados para iluminar objetivos y crear pantallas de humo, añadiendo: "No es un arma química. Es una incendiaria. Y está dentro de la ley de la guerra para utilizar estas armas como han sido utilizadas, para marcar y crear empantallamiento". Pace apuntó que las armas convencionales pueden ser más peligrosas que las no convencionales: "Una bala va a través de la piel incluso más rápido que el fósforo blanco".

### Uso en el conflicto israelí-palestino

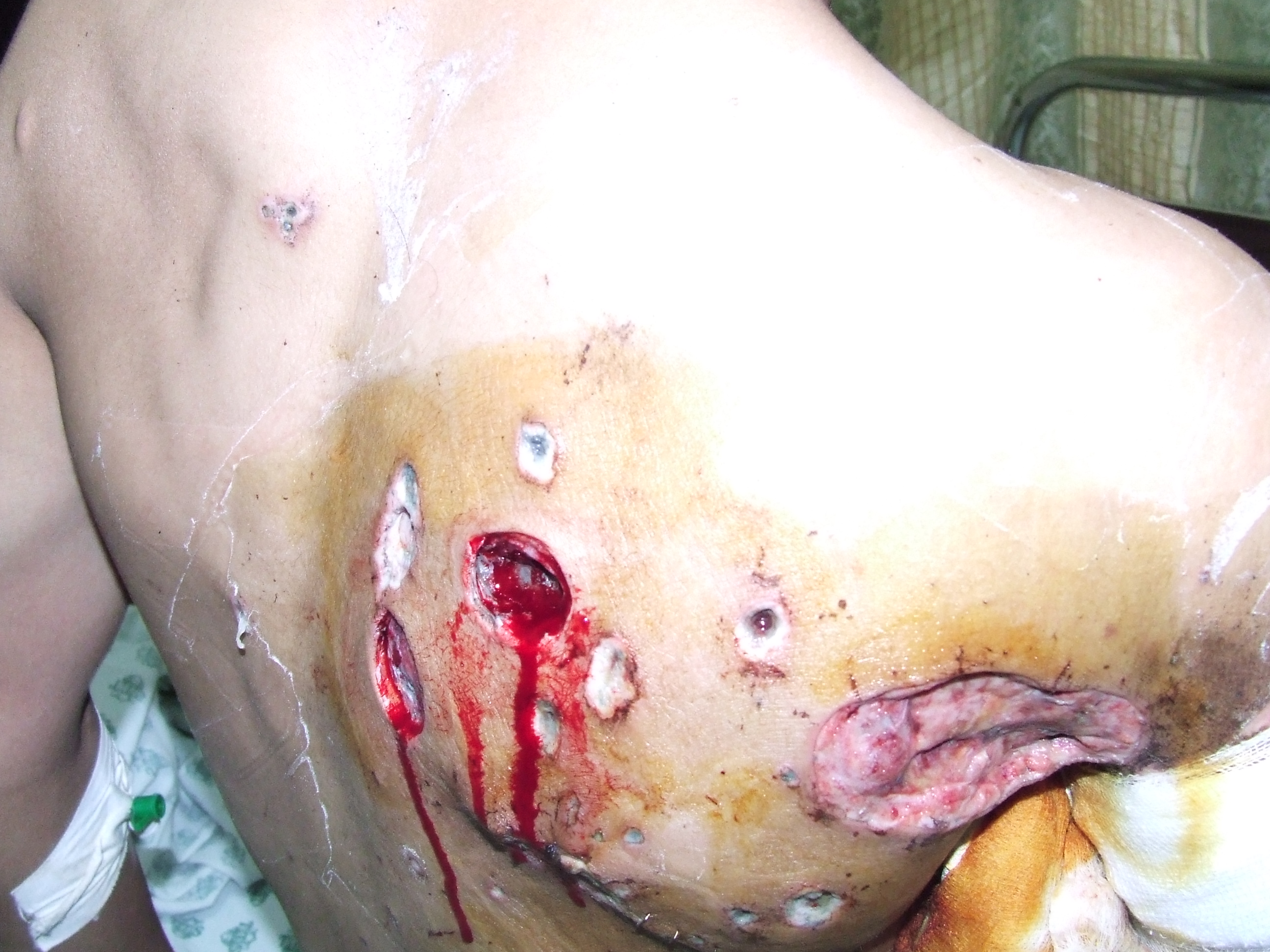
Graves heridas provocadas por fósforo blanco lanzado por un bombardeo israelí sobre Jan Yunis, en la Franja de Gaza, 2009.

En 2009, Human Rights Watch publicó el informe "Rain of Fire: Israel's Unlawful Use of White Phosphorus in Gaza" ("Lluvia de Fuego: el Uso Ilegal de Fósforo Blanco de Israel en Gaza"), en el que denunciaba el reiterado lanzamiento de ojivas y municiones cargadas de fósforo blanco que fueron lanzadas desde Israel hacia la Franja de Gaza, lo que constituiría evidencia de un crimen de guerra perpetrado por Israel. Investigadores de dicha organización no gubernamental encontraron restos de este tipo de armamento en las calles, techos de edificios, patios residenciales y en una escuela de las Naciones Unidas. Poco después, Israel admitió haber usado fósforo blanco en la Franja de Gaza, aunque afirmó que lo hizo de manera legal, como cortina de humo para el avance de sus tropas y lejos de la población civil de la Franja, una de las zonas más densamente pobladas del mundo. Una investigadora de Amnistía Internacional en Gaza afirmó que no había tropas israelíes en las zonas de impacto, por lo que el uso como cortina de humo debía quedar descartado.
En 2010, Israel admitió el uso inadecuado de fósforo blanco en su campaña de Gaza y lo calificó de un error por el que dos altos mandos del ejército habían sido disciplinados, algo que el propio ejército israelí negó. Años después se supo que Israel había lanzado unos 200 proyectiles de fósforo blanco contra una serie de blancos entre los que se encontraban la principal oficina de la ONU en Gaza, un almacén y una escuela de la ONU y contra el Hospital al-Quds, así como en la localidad de Beit Lahia. El fósforo blanco también se usó para bombardear viviendas en las que se sospechaba que podría haber alguna bomba trampa. En total, el bombardeo con fósforo blanco causó la muerte por quemaduras a 12 palestinos, entre los que se encontraban 3 mujeres, 6 niños y un bebé de 15 meses. Las bombas de fósforo blanco hirieron a varias docenas de personas más y destrozaron las dos plantas superiores del Hospital al-Quds de la ciudad de Gaza.
Cinco días después del ataque sobre Beit Lahia, el diario Haaretz reportó el uso de un proyectil de artillería cargado de fósforo que fue lanzado desde la Franja de Gaza hacia el sur de Israel y que cayó en un espacio abierto en una zona despoblada.
En la guerra de Gaza, la aviación israelí volvió a bombardear con fósforo blanco la Franja de Gaza y, en concreto, la zona portuaria de su capital, además de dos aldeas del Líbano. La Media Luna Roja Palestina reconoció que había tenido que tratar quemaduras cuya explicación podría estar en este tipo de arma química. Human Rights Watch denunció el uso indebido de fósforo blanco sobre la población civil gazatí y publicó dos vídeos del ataque que fueron verificados por medios de comunicación internacionales.
El 31 de octubre de 2023 durante la guerra de Israel-Gaza, después de una investigación, Amnistía Internacional declaró que un ataque israelí con fósforo blanco el 16 de octubre fue indiscriminado, ilegal y «debe ser investigado como un crimen de guerra», debido a su uso en la poblada ciudad libanesa de Dhayra, que hirieron al menos a nueve civiles. El 2 de noviembre, Amnistía Internacional declaró que sus investigaciones sobre cuatro incidentes ocurridos los días 10, 11, 16 y 17 de octubre mostraban que Israel había utilizado municiones de fósforo blanco. En el Líbano, las bombas de fósforo blanco de Israel han destruido más de 4,5 millones de metros cuadrados de bosque en el sur del país, con pérdidas económicas valoradas en casi 20 millones de dólares. Una investigación llevada a cabo por el periódico estadounidense The Washington Post descubrió que el fósforo blanco utilizado en el ataque de octubre que hirió a nueve personas en el Líbano fue suministrado por Estados Unidos.
Un informe de la Oficina del Alto Comisionado de las Naciones Unidas para los Derechos Humanos (ACNUDH), publicado el 8 de octubre de 2024, denunciaba que Israel utilizó munición de fósforo blanco, un químico incendiario capaz de causar «horribles y dolorosas heridas», en al menos 24 ocasiones en el conflicto en Gaza. Dicho informe, que se centra principalmente en seis meses del conflicto comprendidos entre noviembre de 2023 y abril de 2024, sostiene que las FDI utilizaron el arma incendiaria seis veces en la capital de Gaza, nueve en el centro de la Franja y tres en Jan Yunis, algunos de ellos en campos de refugiados densamente poblados. Así, por ejemplo, la  ACNUDH verificó un incidente el 25 de diciembre en el que «un bebé resultó quemado por fósforo blanco en una escuela en el campo de Al Bureij».

### Uso en la Guerra civil en el este de Ucrania
Durante la guerra civil en el este de Ucrania se registraron varios episodios del uso de fósforo blanco por parte de las fuerzas leales a Kiev. El 6 de agosto de 2014 el Comité de investigación de la Federación de Rusia acusó a Ucrania de emplear intencionadamente este tipo de municiones contra la población civil. Según el Comité, en la zona bombardeada no había objetivos militares.
Durante la invasión Rusa a Ucrania en el año 2022, se reportó ataques del ejército ruso sobre la acería de Azovstal con fósforo blanco (principalmente en la ciudad de Bajmut y alrededores), también se informo su uso por parte de las Fuerzas Armadas de Ucrania el 23 de julio en la ciudad de Donetsk.